# Marie de Champagne
Maria de Champagne (în franceză Marie de Champagne; n. 1174 – d. 9 august 1204, Acra, Regatul Ierusalimului) a fost contesă de Flandra prin căsătoria cu Balduin de Flandra, devenit în 1204 împărat al Constantinopolului.

## Familia
Maria de Champagne a fost fiică a contelui Henric I de Champagne și a soției lui, Maria de Franța. Bunicii ei pe linie maternă au fost regele Ludovic al VII-lea al Franței și Eleanor de Aquitania. Frații săi au fost Henric al II-lea și Thiebaut al III-lea, conți de Champagne. Împreună cu sora sa, Scholastique de Champagne, soția lui Guillaume al V-lea de Mâcon, este menționată în cronica lui Albericus Trium Fontanum.

## Căsătoria
Încă din 1179 Maria de Champagne a fost promisă spre căsătorie lui Balduin, fiul Balduin al V-lea, conte de Hainaut și al Margareta I, contesă de Flandra.
Căsătoria a avut loc pe data de 6 ianuarie 1186. Din această căsătorie au rezultat doi copii:
- Ioana de Flandra (1199/1200 – 5 decembrie 1244).
- Margareta a II-a de Flandra (2 iunie 1202 – 10 februarie 1280).

## Imperiul de Constantinopol
La 14 aprilie 1202 Balduin a Flandra a părăsit Flandra pentru a participa la Cruciada a patra. Expediția cruciată a ajuns la Constantinopol, capitala Imperiului bizantin, care a fost cucerit și jefuit. Noul stat creat, Imperiul Latin de Constantinopol, a avut ca prim împărat pe Balduin (ales la 9 mai 1204 și încoronat pe 16 mai), astfel încât Maria de Champagne devine împărăteasă. Potrivit mărturiei cronicarului Geoffroi de Villehardouin, Maria nu ar fi fost alături de soțul său în cruciadă din primul moment datorită faptului că era însărcinată în momentul plecării acestuia în Orient. Odată născută Margareta, a doua fiică a lor, și considerându-se aptă pentru o călătorie atât de lungă, Maria a plecat pentru a se alătura soțului său . Maria s-a îmbarcat la Marsilia și a navigat până la Acra, în Țara Sfântă. Abia ajunsă acolo, a aflat vestea cuceririi Constantinopolului și a proclamării soțului ei ca împărat. Intenționând să navigheze până la Constantinopol, Maria s-a îmbolnăvit și a încetat din viață în Țara Sfântă.
Vestea morții ei ajunsă la Constantinopol, l-a afectat profund pe împăratul Balduin I. Potrivit lui Villehardouin, Maria „a fost o doamnă plină de grație și de virtuți și extrem de onorată”.